# Luigi Pelloux
Pour les articles homonymes, voir Pelloux.
Louis Pelloux, en italien Luigi Gerolamo Pelloux, né le 1er mars 1839 à La Roche-sur-Foron (France) et mort le 26 octobre 1924 à Bordighera (Italie), est un général de brigade et homme d'État italien, président du Conseil de 1898 à 1900.

## Biographie

### Famille et enfance
Louis Jérôme Pelloux est le fils du docteur Joseph Pelloux (1799-1866), médecin et homme politique, et de Virginie Laffin, fille d'un important industriel.
Son père participe aux insurrections de 1821 et doit s'exiler quelque temps entre l'Espagne et la France. Syndic de La Roche, député de la Savoie à la Chambre de Turin (1857), il est favorable à l'annexion de la Savoie à la France, il est confirmé par Napoléon III comme maire de La Roche-sur-Foron, poste qu'il occupe jusqu'à sa mort.
Il a un frère, Léon. Tous deux font leurs études chez les Frères à La Motte-Servolex, avant de poursuivre à l'Académie militaire de Turin. Louis intègre la prestigieuse école, qui est un collège et un établissement militaire, 1852, à l'âge de 13 ans, une année après son aîné. L'officier savoyard, Humbert Jaillet de Saint-Cergues, ami de Joseph Pelloux, semble être intervenu dans l'inscription des jeunes Pelloux à l'Académie.
Si sa famille, d'origine savoyarde, décide de rester à La Roche-sur-Foron et opte pour la nationalité française lors de l'annexion de la Savoie à la France en 1860, son frère et lui choisissent officiellement la nationalité italienne, le 20 mars 1861 (soit peu après la proclamation de l'Unité de l'Italie du 17 mars 1861).
Léon, général de l'armée sarde, est sénateur italien,.
Louis Pelloux épouse Caterina Terni de Gregory, dont est issu, Alberto Pelloux.

### Carrière
Il entre au ministère de la Guerre en 1870 et en devient le secrétaire général en 1880, introduisant de nombreuses innovations utiles dans l'armée. En 1882-1884, il travaille avec son état-major (dirigé par Coriolano Ponza di San Martino, chef de la division de l'état-major général au ministère) à la réforme de l'armée - nommée d'après le ministre de la Guerre Emilio Ferrero - dans le but de renforcer son pouvoir stratégique en créant deux nouveaux corps d'armée. Lorsque Ferrero est remplacé, la gauche pentarchiste soutient la nomination de Pelloux comme ministre, mais Depretis opte pour Ricotti. Après avoir gravi tous les échelons de sa carrière militaire, il est nommé chef d'état-major en 1896. Il est ministre de la guerre dans les gouvernements di Rudinì I et Giolitti de 1891 et 1893. En juillet 1896, il prend en charge le ministère de la Guerre dans le nouveau gouvernement de di Rudinì et est ensuite nommé sénateur.
En mai 1897, il est responsable de la promulgation de la loi sur la réforme de l'armée, qui fixe le plafond des dépenses à 9 560 000 lires par an, mais en décembre de la même année, il est battu à la Chambre sur la question de la promotion des officiers. Après avoir démissionné, il est envoyé en mai 1898 comme représentant personnel du roi à Bari, où, sans recourir à la loi martiale, il réussit à rétablir l'ordre après les soulèvements populaires.
Après la chute du gouvernement di Rudinì en juin 1898, le général Pelloux est nommé par le roi Humbert Ier pour former un cabinet dans lequel il prend également en charge le ministère de l'Intérieur. Il démissionne en mai 1899 à la suite de l'échec diplomatique de la crise de San Mun, mais est ensuite nommé pour former un nouveau gouvernement. Le nouveau ministère se déplace résolument vers la droite, perdant ainsi le soutien éventuel du Front de gauche moins intransigeant : Visconti Venosta, indiqué par Sidney Sonnino, Antonio Salandra, Giuseppe Mirri puis Coriolano Ponza di San Martino constituent le solide front conservateur. Pelloux prend des mesures répressives sévères contre les éléments révolutionnaires du sud de l'Italie et son nouveau gouvernement est essentiellement militariste et conservatisme.

Chapelle funéraire de la famille Pelloux

La loi sur la sécurité publique pour la réforme de la police, héritée du gouvernement di Rudinì, puis promulguée par décret royal, est fortement combattue par le parti socialiste (Partito Socialista) qui, avec la gauche (Sinistra) Giolitto-zanardellienne et l'extrême gauche socialiste (Estrema sinistra storica) , républicaine (Partito Repubblicano Italiano) et radicale (Partito Radicale Italiano), réussit à contraindre le général Pelloux à dissoudre la Chambre en mai 1900 et à démissionner après les élections générales de juin. À l'automne 1901, il est nommé commandant de la région militaire de Turin et est finalement mis à la retraite en 1905.

### Mort
Se retirant de la vie publique, il s'installe à Bordighera, où il meurt le 26 octobre 1924.
Dans les années 1980, 182 volumes appartenant à sa bibliothèque ont été acquis par la bibliothèque universitaire de Gênes. Il s'agit principalement d'ouvrages sur des sujets historiques et militaires.

## Carrières

### Militaire
- Sous-lieutenant (Sottotenente) (Regno di Sardegna) : 1er mars 1857
- Lieutenant (Tenente) (Regno di Sardegna) : 3 avril 1859
- Capitaine (Capitano) : 11 mars 1860
- Major (Maggiore) : 30 décembre 1868
- Lieutenant colonel (Tenente colonnello) : 21 mai 1876
- Colonel (Colonnello) : 30 mai 1878
- Major général (Maggiore generale) : 5 avril 1885
- Lieutenant général (Tenente generale) : du 10 juillet 1891 au 7 août 1905, date de son départ à la retraite.

Louis Pelloux prit part à la seconde guerre d'indépendance italienne (1859), à la troisième guerre d'indépendance italienne (1866), ainsi qu'à l'annexion de Rome au royaume d'Italie (1870).

### Politique
- Ministre de la Guerre (du 9 février 1891 au 10 mai 1892, puis du 15 mai 1892 au 28 novembre 1893, et enfin du 14 juillet 1896 au 10 décembre 1897).
- Président du Conseil des ministres (du 29 juin 1898 au 4 mai 1899, puis du 14 mai 1899 au 24 juin 1900).
- Ministre de l'Intérieur (du 29 juin 1898 au 4 mai 1899, puis du 14 mai 1899 au 24 juin 1900).
- Ministre de la Guerre par intérim (du 7 janvier au 7 avril 1900).
- Sénateur (15 juillet 1896).

## Charges et titres
- Directeur de l'Académie militaire de Turin (8 décembre 1873).
- Aide de camp honoraire du roi Humbert Ier d'Italie (7 juillet 1878).
- Secrétaire général du ministère de la guerre (titulaire du 30 sept. 1880 au 16 oct. 1884 ; représentant du 16 oct. au 2 nov. 1884).
- Inspecteur des troupes alpines (2 octobre 1887).
- Président de la direction centrale du tire à la cible (du 11 avril 1889 au 1er mars 1891).
- Chargé de tenir la préfecture de Bari (du 3 au 22 mai 1898).

## Décorations

### Décorations italiennes
- Chevalier de grand-croix décoré du grand cordon de l'ordre des Saints-Maurice-et-Lazare
- Chevalier (1868), officier (1879), commandeur (1880), grand officier (1883), puis grand croix (1893)
 - Chevalier de la grand-croix décoré du grand cordon de l'ordre de la Couronne d'Italie
- Chevalier (1872), officier (1882), commandeur (1882), grand officier (1890), puis grand croix (1897)
 - Chevalier de l'ordre militaire de Savoie
- Porta Pia, 11 décembre 1870
 - Médaille d'argent de la valeur militaire
- Bataille de Custoza, 1866
 - Croix d'or avec couronne royale pour ancienneté dans le service militaire pour les officiers ayant 40 ans de service.
 - Médaille commémorative des campagnes des guerres d'indépendance (3 barrettes)
 - Médaille commémorative de l'unification de l'Italie

### Décorations étrangères
- Chevalier grand-croix de l'ordre national de la Légion d'honneur (Francie)
- 1899
 - Chevalier de 2e classe de l'ordre de l'Aigle rouge (Empire allemand)
 - Chevalier de 3e classe de l'ordre de Sainte-Anne (Empire russe)